# Casa de Esquileo de Santillana
La Casa de Esquileo de Santillana, es un conjunto de edificaciones de carácter ganadero ubicado en las estribaciones de la sierra de Guadarrama, en la entidad local menor de Revenga, perteneciente al municipio de Segovia,  en la provincia homónima (España).

Fue mandada edificar por Ignacio de Arizcun, tras obtener Ignacio de Arizcun licencia en 1744 del rey Felipe V fue mandada edifica por este junto a la Venta de Santillana en el cruce entre el cordel homónimo (Segovia-Puerto de la Fuenfría) y la Cañada de la Vera de la Sierra (provincia de Soria-Valverde de Leganés, provincia de Badajoz).

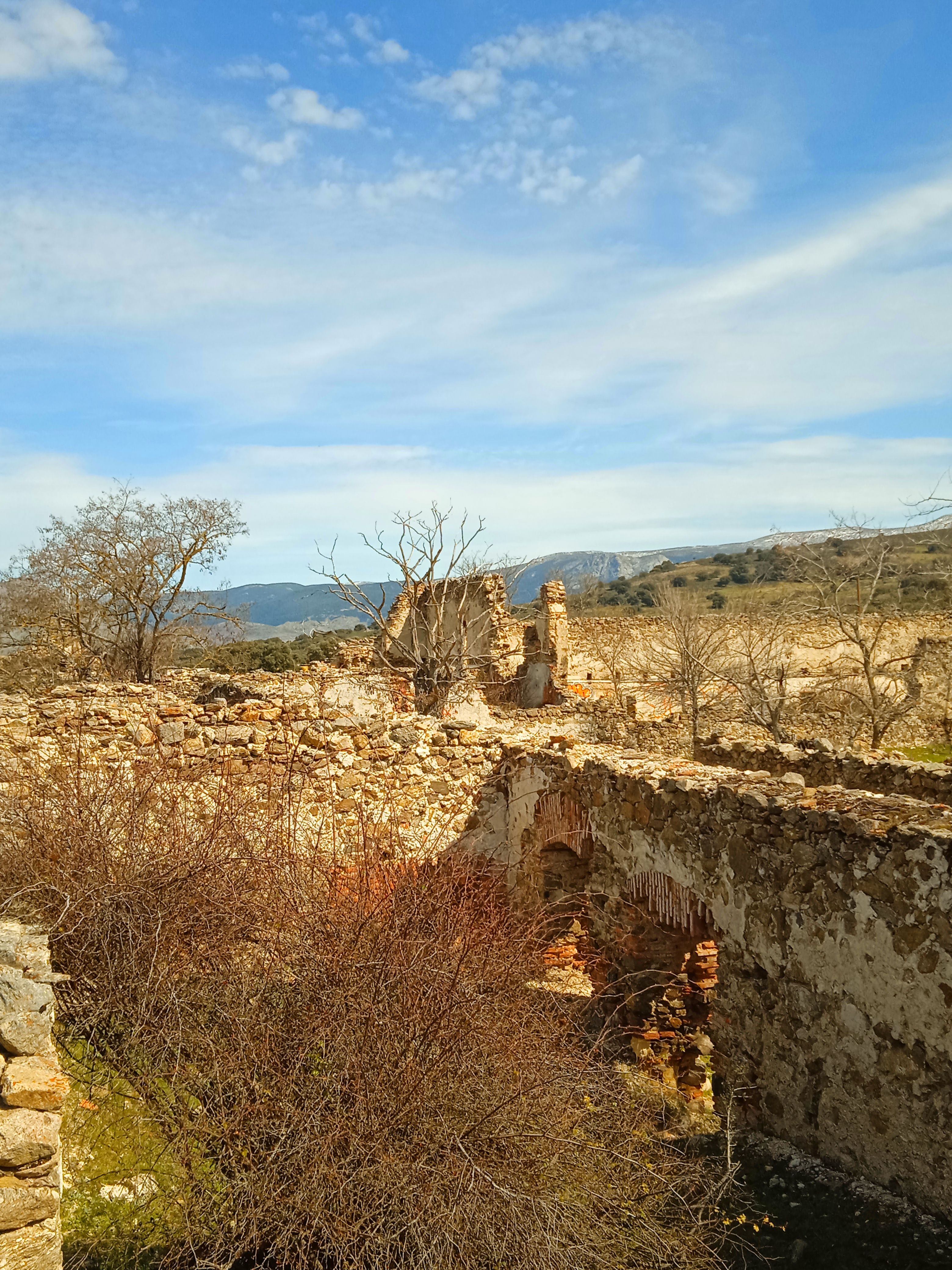
Vista interior de las ruinas

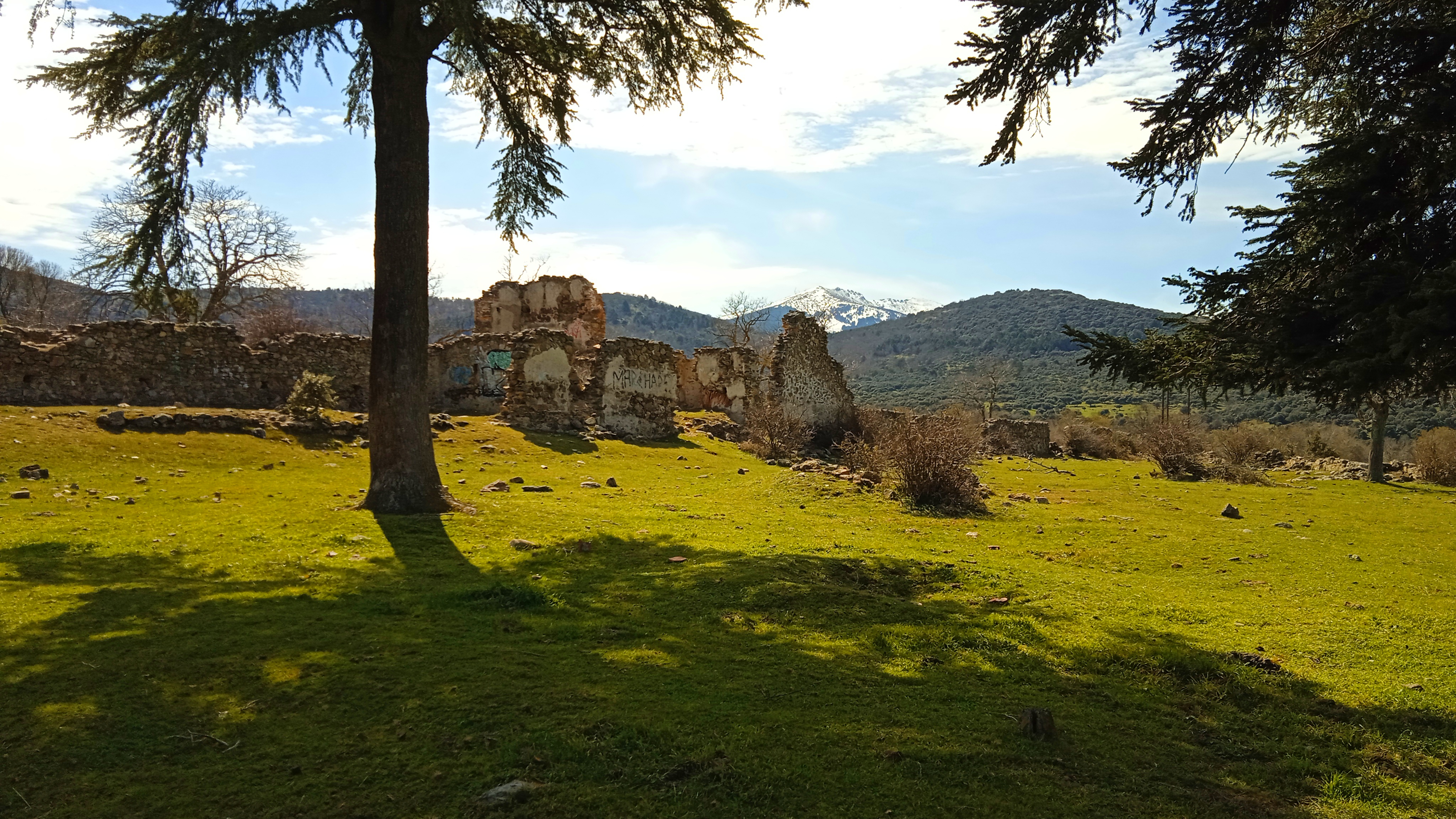
Vista noroeste con La Mujer Muerta al fondo

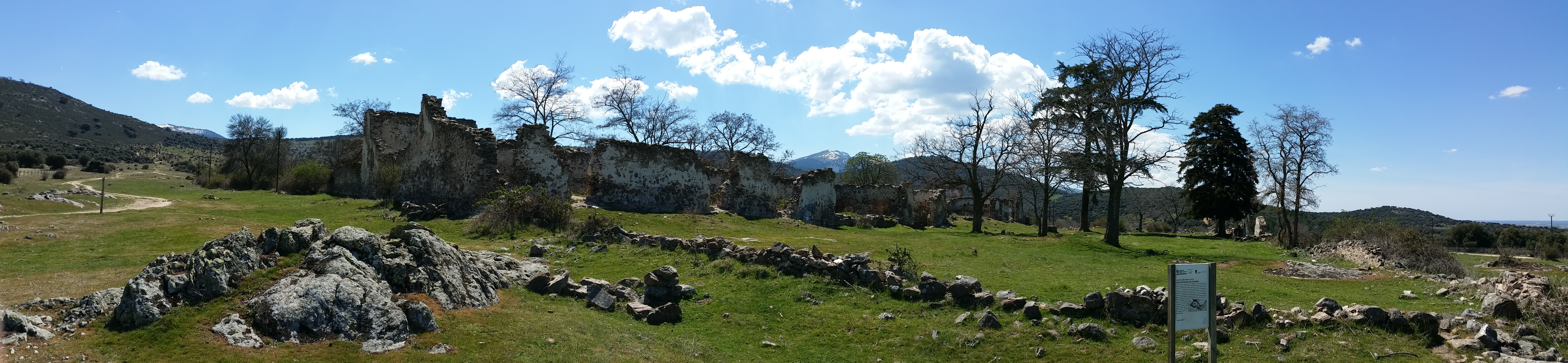
Vista panorámica de las ruinas

Fue incluida en la Lista roja de patrimonio en peligro el 13 de febrero de 2025 por su estado crítico de conservación a pesar de su gran valor patrimonial, siendo asediada por vándalos, acceso de ganado, extracción de material de construcción y vertido de residuos, además del abandono institucional continuado.

## Historia
El lugar donde se asienta el Esquileo es atravesado por la Calzada romana de la Fuenfría sobre la que se edificaría el en tiempo medieval el Cordel de Santillana, tanto el trazado romano como la vía pecuaria fueron un punto conexión clave entre ambas mesetas desde tiempo inmemorial.
Sabemos que antes de la edificación del complejo, sabemos que en el entorno existió el despoblado medieval de Santillana, en tiempos de esquileo solo quedaba en pie, ya muy trasformada, su antiquísima venta propiedad más tarde del Marquesado de Herrara.
El término de Revenga, rico en pastos y atravesado por la Cañada de la Vera de la Sierra, hizo de sus tierras un lugar eminentemente ganadero. A mediados del siglo XVIII existían tres ranchos de esquileo además, el Rancho de Burgos y el Rancho del Tío Marianín, ambos también en ruinas y con una capacidad ente todos para esquilar anualmente a 77.000 ovejas. En este siglo el viajero Antonio Ponz lo describiría como el más adornado del entorno de Segovia por su buena construcción y hermosura.
La Casa de Esquileo de Santillana, el rancho de mayor importancia, fue mandado construir en 1744 por Ignacio de Arizcun, del marquesado de Iturbieta, y a pesar de usarse en un inicio la denominación de Esquileo de Iturbieta (o Yturbieta), finalmente prevaleció de la Esquileo de Santillana por encontrarse en el Cordel de Santillana y la proximidad a la antiquísima venta del mismo nombre, destruida en 1808 durante la Guerra de la Independencia Española.
La presencia de la venta provocó que aquí no se podían vender vino, grano u otros alimentos, para que no hubiera competencia entre ambos establecimientos. El marqués, como otros nobles bien relacionados en la corte, poseía más de 40.000 cabezas de ganado ovino trashumante que se esquilaban aquí en su totalidad.

### Decadencia y abandono
En la segunda mitad del siglo XIX, con el final de la Mesta y la decadencia de la trashumancia, este esquileo, como casi todos los edificios que se construyeron en su época para la manufactura de la lana, quedó abocado a usos secundarios que, sin embargo, hicieron que se mantuviera en pie.
Adquirido por el Estado, fue subastado en la Segunda República, pasando su propiedad a la familia Perteguer. Tras ser usado durante años como encerradero, la titularidad volvió a ser pública, bajo el Ministerio de Defensa.
Hoy se encuentra abandonado y llegó a ser utilizado como cantera, se va convirtiendo poco a poco en la ruina que hoy contemplamos, proceso acelerado por la acción de vándalos, drogadictos, ganado y maleza.

## Estructura y servicios
Su arquitectura constituye el modelo que se siguió, con pocas variaciones, en el resto de los ranchos segovianos.
A un lado del gran patio central se hallaba una gran estancia conocida como rancho, que era el lugar donde se esquilaba el ganado. Las ovejas pasaban del encerradero al rancho a través del bache o sudadero, donde eran apiñadas por el mayoral y los pastores para que con el calor se ablandara la lana y se facilitara el trabajo con las tijeras. Junto al rancho se disponían también las lonjas, donde se almacenaban los vellones antes de ser conducidos a los lavaderos.
El piso superior lo ocupaba la residencia de los señores, quienes se desplazaban hasta aquí para pasar el mes de mayo, supervisando personalmente el desarrollo de los trabajos.
Tras ser esquiladas, las ovejas eran conducidas a la peguera donde eran marcadas con un hierro impregnado en pez hirviente para que se pueda seguir distinguiendo cuando el vellón va creciendo. Esta marca permitía identificar al propietario de cada animal con el fin de devolverlo a su dueño y poder hacer cuentas.
Durante el mes de mayo, cuando se registraba la mayor actividad, vivían en el esquileo más de trescientas personas. Para satisfacer las necesidades de una plantilla tan grande, al otro lado del patio central, frente al esquiladero y las lonjas, se disponían la cocina, la panadería, el refectorio y el gran dormitorio. Eran cuatro las fuentes abastecían de agua al lugar.